# Steinkjer FK
El Steinkjer FK es un equipo de fútbol de Noruega que juega en la Tercera División de Noruega, la cuarta categoría de fútbol en el país.

## Historia
Fue fundado el 29 de mayo de 1919 en la ciudad de Steinkjer y en la temporada de 1937/38 juega por primera vez en la Tippeligaen, y cuenta con diez apariciones en la máxima categoría en la que han disputado más de 90 partidos con más de 25 victorias en total. Su mejor temporada en la Tippeligaen fue la de 1961/62 en la que terminó de subcampeón solo superado por el SK Brann.
El club juega en la cuarta categoría desde que descendieron en 2011 de la tercera división.

## Entrenadores

### Entrenadores destacados
- Bill Foulkes
- Tony Dunne